# Seiki Ichihara
Seiki Ichihara (市原 聖曠 Ichihara Seiki?) es un exfutbolista japonés y entrenador de fútbol.
Dirigió a selección femenina de fútbol de Japón en Copa Asiática femenina de la AFC de 1981.

## Clubes

### Como entrenador
| Club                                  | País  | Año  |
| ------------------------------------- | ----- | ---- |
| Selección femenina de fútbol de Japón | Japón | 1981 |